# José Miguel Morales
José Miguel Morales Martínez (Barcelona, 26 december 1976) is een Spaans profvoetballer. Hij speelt als doelman bij UE Sant Andreu.

## Clubvoetbal
Morales startte in 1999 als profvoetballer bij UEA Gramenet. Een jaar later volgde een transfer naar Terrassa FC. Met deze club speelde hij van 2002 tot 2005 in de Segunda División A. In 2005 degradeerde Morales met Terrassa FC naar de Segunda División B. In 2002 en 2003 won hij met de club de Copa de Catalunya. In de finale van 2002 tegen FC Barcelona was Morales van grote waarde door in de beslissende strafschoppenserie de strafschoppen van Andrés Iniesta en Thiago Motta te stoppen. Uiteindelijk vertrok Morales naar UE Sant Andreu.

## Nationaal elftal
Morales speelde nog nooit voor het Spaans nationaal elftal. Wel deed hij al meerdere malen mee met het Catalaans elftal. Zijn debuut maakte Morales in december 2002 tegen China. In december 2004 tegen Argentinië en in december 2007 tegen Baskenland was hij er opnieuw bij.